# Óblast de Sakhalín
L'óblast de Sakhalín (en rus Сахали́нская о́бласть, transcrit Sakhalínskaia óblast) és un subjecte federal de Rússia.
L'óblast inclou l'illa de Sakhalín i les illes Kurils, a l'est, entre la península de Kamtxatka i l'illa japonesa de Hokkaido. Es tracta de l'única regió insular russa.
Gran part del seu territori fou possessió japonesa com ara la meitat sud de l'illa de Sakhalín i les Kurils del sud, que inclouen Kunaixir, Iturup, i Xikotan principalment, i la sobirania de les quals reclama el Japó i mostra en tots els mapes.
Aquest oblast té una àrea de 87.100 km². El seu centre administratiu i la ciutat més gran és Iuzhno-Sakhalinsk. Segons el cens de 2021, l'oblast té una població d'aproximadament 466.609 habitants.
Després d'Iujno-Sakhalinsk, la segona població més important de la regió és la ciutat portuària de Kholmsk.

## Història
Els primers europeus que van explorar les aigües al voltant de l'illa de Sakhalin van ser Ivan Moskvitin i Martin Gerritz de Vries a mitjans del segle xvi, Jean-François de La Pérouse el 1787 i Adam Johann von Krusenstern el 1805.